# Скорце
Скорце (итал. Scorzè) — коммуна в Италии, располагается в провинции Венеция области Венеция.
Население составляет 18944 человека (2008 г.), плотность населения составляет 574 чел./км². Занимает площадь 33 км². Почтовый индекс — 30037. Телефонный код — 041.
Покровителем коммуны почитается святой Бенедикт Нурсийский, празднование 21 ноября.

## Демография
Динамика населения:

## Администрация коммуны
- Официальный сайт: http://www.comune.scorze.ve.it